# Godin Tepe
Godin Tepe (perzsául: گودین‌تپه) régészeti lelőhely Nyugat-Közép-Iránban, a lorisztáni Kangavar-völgyben. A név jelentése "Godin hegye", a település eredeti neve ismeretlen.

## Története

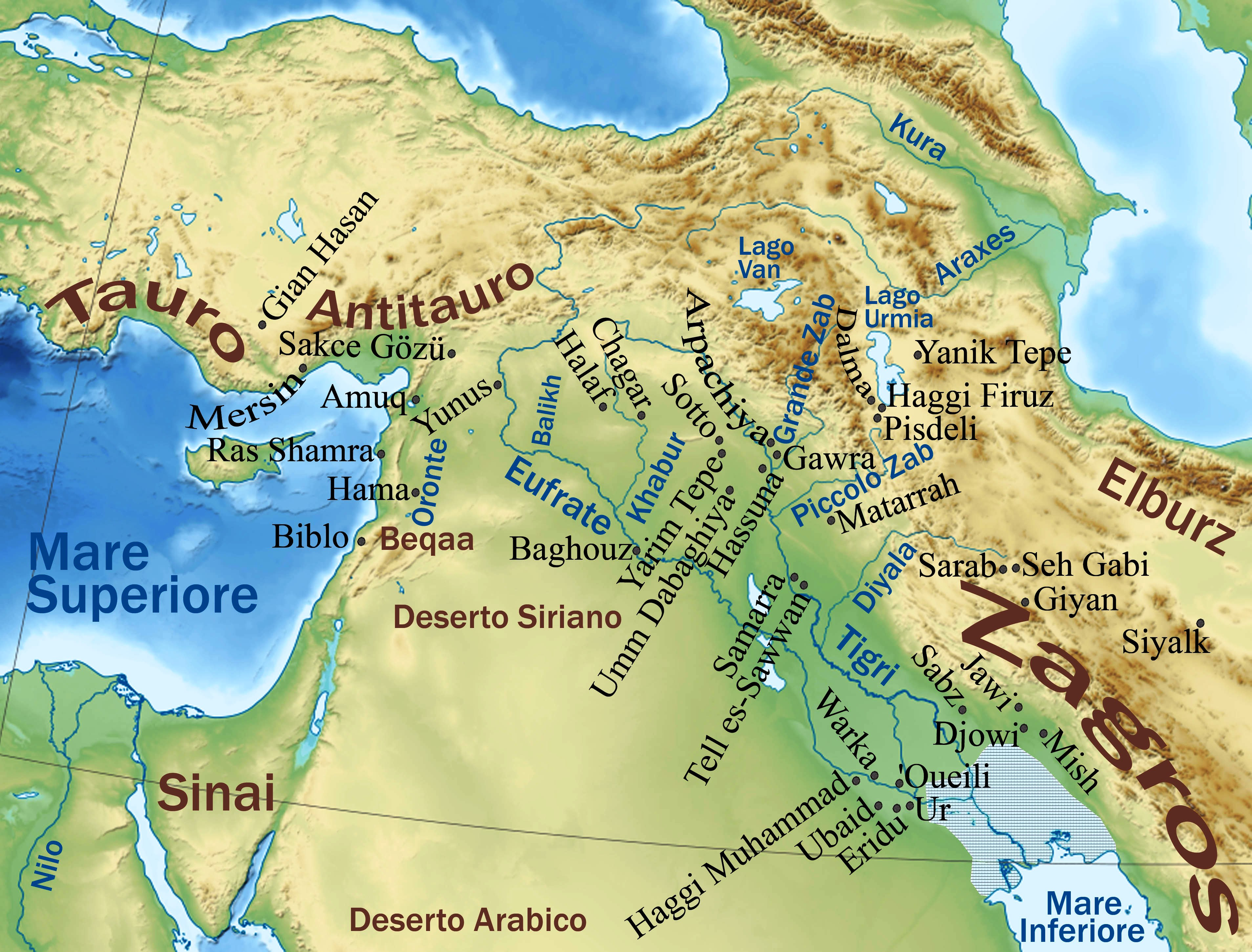

A helyszínt 1961-ben a Pennsylvaniai Egyetem Múzeuma által végzett régészeti felmérés során fedezték fel, és 1965-ben megkezdődött a halom kitermelése, ami az elkövetkező három évtizedben fontos leletanyagot eredményezett (a térség konfliktusai miatt bekövetkező különböző megszakításokkal).
A T. Cuyler Young által 1965–1973 között végzett ásatások során a II. időszak középkori palotája került felszínre. Azonban ekkor a helyszín egy korábbi rétege megsemmisült. A helyszínről kinyert tárgyak rendkívül fontosak, mivel a Mezopotámiában, a Zagrosz-hegységen letelepedett korai nomádok történetét mesélik el, ezeket soha nem találták volna meg Young és a hozzá hasonlók erőfeszítései nélkül.
A helyszínen tizenegy, a területet folyamatosan használó, nagyon elkülönült kulturális fázist azonosítottak.

### Sumér időszak
A hely elsőként sumer település volt 5000 évvel i. e., amely egy falut és egy erődöt tartalmazott. A nagy horászáni út kereskedelmi útvonal volt a selyemútnak köszönhetően, amely közel 3000 éve volt a kereskedelem fő útja (a "selyemút" elnevezést 1877-ben először Ferdinand von Richthofen földrajztudós a kínai selyem kereskedelmére való hivatkozással használta).
A helyszínen tizenegy nagyon elkülönült kulturális fázist azonosítottak, folyamatosan lakott volt. I. e. 1600-ban, amikor elhagyták egy földrengés után, a település nagy része elpusztult. Amikor a területet  800 évvel később újra birtokba vették, az új struktúrák a régiekre épültek, mint gyakran Mezopotámia történelme során.

### V. időszak
Az V. periódus néven ismert ásatási szinten (i. e. 3500-3100) az Uruk-kultúra késői anyagait fedezték fel, például íróasztalokat, kerámiákat, kúpkerekes tálakat, istenségek szobrait és hengerzárókat. Ez az időszak megfelel az úgynevezett késő Uruk-időszaknak, és ebben az időben a kereskedelem virágzott. A sört és a bort Godin Tepében készítették, amint ezt az akkoriban agyagkonyhákból származó leletek is bizonyítják. Úgy tűnik, hogy a sör és a bor előállításának eszközei egyszerre fedezhetők fel. Volt vita a modern tudósok között arról, hogy először a sör vagy a bor elkészült-e Godin Tepében, de a bizonyítékok túlnyomó része a sört támogatja. Úgy tűnik, hogy a pörkölők (akik kezdetben nők voltak, sőt a későbbi sörfőzdék, az őrzői és a csaposok) között a sör főzte, aki először felismerte az erjedés lehetséges előnyeit. A sör a Mezopotámiában évszázadok óta a legnépszerűbb ital, a bort pedig a második, így valószínű, hogy a vita folytatódik.

### IV. időszak
I. e. 3000–2650, az ásatások során a már a fémmegmunkálás bizonyítékait és az építészet fejlődését is tapasztalni lehetett a szabadtéri épületekben és házakban. Valamikor i. e. 2400 körül a település egy támadás során részlegesen megsemmisült, melyet nyílvesszős csontvázak és összeomlott falak jeleznek. Úgy tűnik, hogy a területet – legalábbis átmenetileg – a támadás után elhagyták.

### III. időszak
A III. szakasz (i. e. 2600-1600) az ipar központosítását, sűrű lakosságot és virágzó kereskedelmet feltételez. Ebben az időszakban Godin Tepe virágzó város volt és a térség legnagyobb települése. A kereskedelemben, fémfeldolgozásban és más területeken is előrelépés történt, a város lakossága megvásárolhatta a luxust is, amint azt a kerámiák és a nagyméretű kereskedelmi hentesüzletek bizonyítanak. Szúza városának és a Lurisztáni-völgy többi települése gazdagságának köszönhetően Godin Tepe folyamatosan nőtt. Úgy gondolják, hogy része volt az Elamita konföderációnak, amíg a földrengés során el nem pusztult és el nem hagyták.

### II. időszak
A terület a II. időszakig (i. e. 750 – i. sz. 500 körül) lakatlan volt, amikor a médek erődített városa lett. A médek alatt egy nagy palota épült a mai magas hegyre, amely az eredeti települést fedte le. A palota három nagy oszlopos teremmel, egy trónteremmel és egy királyi közösségi helyiséggel fogadta a vendégeket és a felkérőket. A palotának szentelt lakóegysége és egy konyha és étkező része is volt. Az épület ezen részében egy vízelvezető rendszer bizonyítéka is található. A korabeli paloták és kerámiák építészete szoros kapcsolatot mutat a Paszargadaijal, II. Kurus perzsa király városával és az Archaemenida Birodalom fővárosával. A palota az egyetlen jelentős struktúra a II. periódusból, és valamikor az i. e. 500-as évek elején hagyták el.

### I. időszak
Az I. időszakban (az 1400-as évek közepén) a helyet a homok temette el, egy muszlim szentély épült a halom közelében és egy régi temető. Napjainkban a hely még mindig régészeti terület, amely a nyilvánosság számára is látogatható mint történelmi helyszín.

### Idővonal
- i. e. 5000 körül

- Godin Tepe letelepedett
- i. e. 3500–3100 körül

- V. szakasz - Írás, kézművesség és kerámia. Sör-, borkészítés és -kereskedelem.
- i. e. 3000–2650 körül

- IV. szakasz - kidolgozott architektúra, fémfeldolgozás. 
- i. e. 2600–1600 körül

- III. szakasz - Godin Tepe ez időszakára jellemző a virágzó kereskedelem, fémfeldolgozás és a művészet fejlődése. A legnépesebben terület volt a régióban, amíg a földrengés el nem pusztította.
- i. e. 1600–750 körül

- A földrengés után lakatlan, Istenin Tepe helyszíne lassan eltemetve.
- i. e. 750 – i. sz. 500 körül

- II. szakasz - A médek foglalják el a helyszínt, és nagy méd palota épül. Nyilvánvaló a Pasargadae-hoz fűződő kapcsolat.
- 500 körül

- Godin Tepe palotája és a környező település elhagyott. Utazók és földesurak használják, amíg a hely újra eltemetődik.
- 1400 körül

- I. periódus - A teljesen eltemetett romok, egy muszlim szentély a Próféta számára, a helyszín közelében egy temető épült.